# 1970 Sumeria
1970 Sumeria eller 1954 ER är en asteroid i huvudbältet som upptäcktes den 12 mars 1954 av den argentinske astronomen Miguel Itzigsohn vid La Plata observatoriet. Den har fått sitt namn efter Sumer.
Asteroiden har en diameter på ungefär 21 kilometer och den tillhör asteroidgruppen Dora.